# Berliet PB
Mit Berliet PB bezeichnete der französische Kraftfahrzeughersteller Berliet in Lyon ein mit etlichen unterschiedlichen Motoren seines Hauses ausrüstbares Fahrgestell für einen Omnibus aus der Zeit der 1930er Jahre. Die jeweils angehängten Ziffern der einzelnen Varianten beziehen sich meist auf unterschiedliche Motoren.

## Allgemeine Daten
Alle Varianten hatten Vierganggetriebe mit Rückwärtsgang. Die Fahrzeuge waren Langhauber, die Antriebsleistung wurde vom vorne liegenden Motor per Kardanwelle auf die Hinterachse übertragen. Die Vorderachse war einfach, die Hinterachse doppelt bereift. Es gab pro Variante mindestens zwei Radstände, über deren jeweilige Maße aber nur lückenhafte oder widersprüchliche Angaben vorliegen. Die Fahrzeuge hatten Rechts- oder Linkslenkung. Die übrigen offenbar für alle Varianten identischen Daten ergeben sich aus der nebenstehenden Infobox.

## Varianten
Es gab von dem hier behandelten Typ zahlreiche Varianten, deren technische Daten der folgenden Übersicht entnommen werden können. 
| Typ   | ABE       | Motor  | Zyl. | Bohrg. | Hub   | Hubr. | /min | CV    | Chassis | max.  | Radst. | Bem.,  |
|       | Mon./Jahr | Typ    | Zahl | mm     | mm    | cm³   | max  | fisc. | kg      | kg    | m      | Quelle |
| ----- | --------- | ------ | ---- | ------ | ----- | ----- | ---- | ----- | ------- | ----- | ------ | ------ |
| PB5   | 3.31      | MLBC   | 4    | 110    | 140   | 5322  | 2100 | 20    | 2600    | *     | *      | [ 3 ]  |
| PB5K  | 4.32      | MKB    | 4    | 110    | 154,8 | 5884  | 2500 | 22    | 2600    | 8100  | *      | [ 4 ]  |
| PB6   | 2.30      | MLU    | 6    | 95     | 140   | 5984  | 2500 | 23    | 2300    | 2600  | *      | [ 5 ]  |
| PB6K  | 4.32      | MKU    | 6    | 100    | 140   | 6597  | 2600 | 25    | 3400    | 9000  | *      | [ 6 ]  |
| PB7   | 7.32      | MDB    | 4    | 120    | 160   | 7238  | 1350 | 19    | 3500    | 9000  | 5,51   | [ 7 ]  |
| PB8   | 9.32      | MDC    | 6    | 110    | 150   | 8553  | 1600 | 23    | 4000    | 9500  | 5,51   | [ 8 ]  |
| PB8L  | 5.33      | MDC    | 6    | 110    | 150   | 8553  | 1600 | 23    | 4500    | 10000 | *      | [ 9 ]  |
| PB8P  | 3.34      | MDC    | 6    | 110    | 150   | 8553  | 1600 | 23    | 4700    | 12000 | *      | [ 10 ] |
| PB10  | 7.33      | MDE    | 6    | 120    | 160   | 10857 | 1700 | 29    | 4800    | 11500 | *      | [ 11 ] |
| PB10L | 5.35      | MDE    | 6    | 120    | 160   | 10857 | 1650 | 29    | 5000    | 11500 | 6,177  | [ 12 ] |
| PB15  | 7.32      | MKB3   | 4    | 110    | 154,8 | 5884  | 2600 | 22    | 3300    | 9000  | 5,28   | [ 13 ] |
| PB16  | 5.32      | MKU    | 6    | 100    | 140   | 6597  | 2600 | 25    | 3400    | 9000  | 5,28   | [ 14 ] |
| PB25  | 12.31     | MKU    | 6    | 100    | 140   | 6597  | 2600 | 25    | 3400    | 9000  | *      | [ 15 ] |
| PB28  | 7.32      | MLK2   | 4    | 95     | 140   | 3969  | 2000 | 15    | *       | *     | *      | [ 16 ] |
| PB30  | 7.32      | MKU110 | 6    | 110    | 140   | 7983  | 1600 | 30    | 3650    | 9000  | 5,51   | [ 17 ] |

Der Berliet PB5 hatte noch den mittlerweile mehrfach aufgewerteten Motor des Berliet CBA. Für die Typen Berliet PB5, PB5K, Berliet PB8, PB8L und PB8P waren die Chassisnummern 62501–63000 reserviert, es können also von diesen 5 Varianten zusammen maximal 500 Stück gebaut worden sein.
Für den Berliet PB6, der ein Jahr vor dem PB5 erschien, waren die Chassisnummern 61801–61850 reserviert, es können also maximal 50 Stück gebaut worden sein.
Für den Berliet PB10 wurde keine, für den PB10L die Chassisnummern 125201–125300 reserviert, indessen führt ein Verzeichnis aller 1930 bis 1942 gebauten Berliet-LKW keinen Omnibus dieser beiden Typen auf – möglicherweise blieben beide Varianten Prototypen.
Vom Berliet PB15 und Berliet PB16 sind 1932 zusammen 263 Stück gebaut worden, 3 weitere im Jahr 1933.
Von den Typen Berliet PB25, PB28 und PB30 taucht in der Anzahl der 1930–1942 gebauten Nutzfahrzeuge keiner auf, stattdessen wird dort eines Berliet PB33 erwähnt, von dem 3 Stück 1932, 35 Stück 1933, 14 Stück 1934 und 3 Stück 1935, zusammen also 55 Stück gebaut worden sein sollen. Was sich hinter dem Berliet PB33 verbirgt, bleibt offen; insbesondere gibt es in der fraglichen Zeit keinen LKW-Motor mit einer steuerlich relevanten Leistung von 33 CV. Aller dieser letzten vier Varianten wird bei Puvilland keinerlei Erwähnung getan.

### Originalquellen
Eine Publikation, in der alle vor 1945 gebauten Berliet-Typen individuell abgehandelt wären, gibt es nicht. Neben der unten erwähnten Literatur wurde auf folgende in der Fondation Berliet verwahrte Originalunterlagen zurückgegriffen:
- "Fiches des Mines": Es handelt sich um die Unterlagen zur Erteilung einer allgemeinen Betriebserlaubnis, hierfür ist in Frankreich der "Inspecteur des mines" sachlich zuständig. Diese Unterlagen sind chronologisch geordnet und nummeriert. Nicht zu jedem Typ bzw. Variante gibt es entsprechende Unterlagen, teils, weil sie wohl als Untervarianten eines Typs verstanden wurden, für den eine gesonderte Erlaubnis nicht erforderlich war, teils wohl, weil diese Unterlagen im Laufe der letzten 100 Jahre verlorengegangen sind. Bei Militärtypen gibt es Hinweise, dass eine Betriebserlaubnis direkt durch militärische Dienststellen erfolgte, was entsprechende "fiches des mines" überflüssig machte. Die Quellenbezeichnung lautet: "Fiches No...."
- "Etat des véhicules utilitaires et autobus declares aux mines depuis 1920", eine 15-seitige Zusammenstellung vom 1. Dezember 1941, enthält insbesondere die reservierten Chassisnummernbänder, die jedoch vielfach nicht vollständig ausgeschöpft wurden, einige Typen bzw. Varianten werden nicht erwähnt, Quellenbezeichnung lautet: "Etat S..."
- "Nombre de véhicules construits de 1930 à 1942", siebenseitige Zusammenstellung der zwischen 1930 und 1942 gebauten Stückzahlen an Nutzfahrzeugen, erstellt wohl 1943, erste Seite teilweise irreparabel verderbt, teilweise werden mehrere Typen bzw. Varianten zusammengefasst, Quellenbezeichnung lautet: "Nombre S...."

### Sonstige Literatur
- Monique Chapelle: Berliet. 1. Auflage. EMCE, Saint-Chamond 2016, ISBN 978-2-35740-049-8.
- Christophe Puvilland: Berliet 1905–1978, toute la gamme omnibus, autocars, autobus et trolleybus. 1. Auflage. histoire&collections, Paris 2008, ISBN 978-2-35250-059-9.
- François Vauvillier: Tous les Berliet militaires 1914–1940, vol. 1: les camions. histoire&collections, Paris 2019, ISBN 978-2-35250-496-2.
- Fondation Berliet, Lyon: Fiches des Mines.